# Leopoldo III de Austria
Leopoldo III de Austria (Viena, 1 de noviembre de 1351 - Sempach, 9 de julio de 1386) fue un noble perteneciente a la familia Habsburgo y duque de Austria entre 1365 y 1369; fue también duque de Estiria y Carintia. 

## Vida
Nacido en Viena, Leopoldo era el hijo menor de Alberto II de Austria, y hermano de Rodolfo el Fundador y Alberto III. Su madre, Juana de Ferrette, tenía 51 años cuando dio luz a Leopoldo y falleció 15 días después. 
En un primer momento fue nombrado administrador del Tirol y posteriormente se le encomendó el gobierno de los territorios de los Habsburgo tras la muerte de sus hermanos. Sin embargo, según el tratado de Neuberg de 1379, Leopoldo se convirtió en gobernante de Estiria, Carintia, Carniola, la Marca de Windisch, Gorizia, los territorios de los Habsburgo en el Friul, el Tirol y Austria Anterior. En 1368 adquirió Friburgo de Brisgovia, en 1375 Feldkirch, y en 1382 Trieste.
Sin embargo, sus intentos para expandirse en Suiza y Suabia fracasaron y Leopoldo perdió la vida en la batalla de Sempach de 1386.

## Descendencia
Leopoldo se casó el 23 de febrero de 1365 con Viridis Visconti (1352-1414), segunda hija de Bernabé Visconti, señor de Milán, y Beatrice Regina della Scala, con la que tuvo varios hijos:
1. Guillermo de Austria.
2. Leopoldo IV de Austria.
3. Ernesto I de Austria.
4. Federico IV de Austria.
5. Isabel (1378-1392)
6. Catalina (1385-?): abadesa de Santa Clara en Viena.

Fue sucedido por su primogénito, Guillermo. Sus otros hijos fueron Leopoldo, que llegaría a ser duque de Austria Anterior, Ernesto, futuro duque de Austria Interior y Federico, futuro duque de Austria Anterior.